# Sättigung (Physiologie)
Mit dem Gefühl der Sättigung signalisiert der Körper bei der Nahrungsaufnahme, dass genügend Nahrung zugeführt wurde und die Mahlzeit beendet werden kann. Das Gefühl des Sattseins entsteht im Gehirn. Der Mechanismus der Sättigung ist ein sehr komplexer körperlicher Vorgang, an dem zahlreiche Faktoren beteiligt sind, von denen noch immer nicht alle erforscht sind. Grundsätzlich dienen Hunger und Sättigung dazu, die menschliche Nahrungsaufnahme zu regulieren und die ausreichende Versorgung des Organismus sicherzustellen.
Neben anderen körperlichen Vorgängen steuert der Hypothalamus im Zwischenhirn auch die Entstehung von Hunger- und von Sättigungsgefühlen. In dieser Gehirnregion werden bei der Nahrungsaufnahme alle externen und internen Reize und Signale verarbeitet und die Produktion von Neurotransmittern veranlasst, die schließlich dem Körper vermitteln, dass die Sättigung eingetreten ist. Von der Sättigung unterschieden wird der Zustand der Sattheit; dieser wird erst einige Zeit nach Beendigung der Mahlzeit erreicht und bezeichnet die Phase bis zum erneuten Auftreten von Hungergefühlen.

## Physiologische Vorgänge
Als gesichert gilt, dass es im ventromedialen Hypothalamus (VMH) ein Sättigungszentrum gibt und im lateralen Hypothalamus (LH) ein Hungerzentrum; beide Zentren sind nie gleichzeitig aktiv. Die Annahme, dass sich die Zentren gegenseitig in ihrer Aktivität hemmen, hat sich jedoch in der Forschung nicht bestätigt. Sie gehören vielmehr beide zum sogenannten orexischen Netzwerk, das die Nahrungsaufnahme kontrolliert. Die ersten Sättigungsimpulse beim Essen gehen vom Magen aus. Sobald sich durch die aufgenommene Nahrung die Magenwand ausdehnt, wird dieser Reiz von Mechanorezeptoren an den Hypothalamus gemeldet. Die Magenfüllung allein löst jedoch kein Sättigungssignal aus, wie mittlerweile bekannt ist. Chemorezeptoren registrieren nämlich gleichzeitig, wie viele Nährstoffe mit der Nahrung aufgenommen werden und melden dies ebenfalls. Chemorezeptoren befinden sich im Darm und in der Leber. Diese Signale beeinflussen gemeinsam das akute Hungergefühl und damit die Menge der zugeführten Nahrung. Wird lediglich eine größere Menge energiearme Flüssigkeit aufgenommen, dehnt sich der Magen aus, die Chemorezeptoren reagieren darauf jedoch nicht, daher bleibt das Sättigungsgefühl aus. Das ist auch der Fall, wenn eine kleine Menge sehr energiereicher Nahrung aufgenommen wird, durch die zwar der aktuelle Energiebedarf gedeckt wäre, der Magen aber nicht genügend gedehnt wird. Diese Tatsache begünstigt die Entstehung von Übergewicht bei der Bevorzugung sehr energiereicher Speisen. Studien haben ergeben, dass Proteine etwas stärker sättigen als Kohlenhydrate und deutlich besser als Fette.
Mit der einsetzenden Verdauung werden im Darm mehrere Hormone gebildet, die teilweise über Nervenbahnen und teilweise über das Blut weitere Sättigungssignale an das Gehirn senden. Die Ausschüttung von Insulin spielt dabei unter anderem eine Rolle, die Hormone Cholezystokinin und Leptin sowie die Glucosekonzentration im Blut. Sobald sehr viele Sättigungsreize im Hypothalamus ankommen, reagiert er darauf seinerseits mit der Ausschüttung appetitzügelnder Substanzen, unter anderem von Serotonin. Nach wie vor ist nicht bekannt, wie viele Faktoren am Sättigungsmechanismus tatsächlich beteiligt sind; einige Hormone sind möglicherweise noch gar nicht bekannt.
Das Hormon Leptin wird von den Fettzellen ausgeschüttet, und zwar kontinuierlich, nicht erst bei der Nahrungsaufnahme. Je mehr Fettzellen vorhanden sind und je größer die gespeicherten Fettreserven, desto höher ist die Leptinkonzentration im Blut. 1994 stellten Forscher in Tierversuchen mit Mäusen fest, dass dieses Hormon die Entstehung von Hungergefühlen entscheidend beeinflusst und damit den Abstand zwischen den Mahlzeiten, aber auch die aufgenommene Nahrungsmenge. Bei gut gefüllten Fettspeichern wirkt es im Prinzip hungerdämpfend. Mittlerweile ist jedoch klar, dass Leptin nicht der entscheidende Faktor im Regulierungsmechanismus von Hunger und Sättigung ist. Zwar bewirkt ein genetisch bedingter Leptinmangel ständigen Hunger, ein Überschuss im Blut wirkt aber nicht als Appetithemmer.

## Aktueller Forschungsstand

### Physiologie
Zur Erklärung des Steuerungsmechanismus von Hunger und Sättigung existieren verschiedene Erklärungsmodelle, die ursprünglich als konkurrierende Theorien entwickelt wurden, mittlerweile aber als ergänzende Erklärungen angesehen werden. Die bekanntesten sind die Zwei-Zentren-Theorie, die thermostatische Theorie, die glycostatische Theorie und der lipostatische Ansatz. Die Forschung ist nach wie vor nicht abgeschlossen. Die Theorie zur Existenz eines Hungerzentrums und eines Sättigungszentrums im Hypothalamus wurde in den 1940er Jahren aufgestellt. Die Existenz dieser Zentren wird heute allgemein anerkannt, allerdings ist ihre Bedeutung nicht so entscheidend, wie ursprünglich angenommen.
1948 wurde die These aufgestellt, dass die Nahrungsaufnahme vor allem vom Wärmebedarf des Organismus abhängt. Auf äußere Temperaturveränderungen reagiere der Körper mit Veränderungen des Stoffwechsels, um die Körpertemperatur zu regulieren. Bei Kälte steige der Energiebedarf, bei Hitze sinke er. Bei der sogenannten glucostatischen Theorie (Mayer, 1953) wird davon ausgegangen, dass biochemische Veränderungen im Blut Hunger und Sättigung signalisieren. Danach löst ein Absinken des Insulinspiegels Hungergefühle aus, die Ausschüttung des Hormons signalisiert Sättigung. Der Insulinspiegel entspricht einer hohen oder niedrigen Glucosekonzentration im Blut, kann jedoch auch von reinen Aminosäurenkomplexen stark beeinträchtigt werden. Glukosensoren gibt es im Hypothalamus, im Stammhirn und in der Leber. Insulin erhöht auch den Serotoninausstoß im Gehirn, was ebenfalls zu Sättigungssignalen führt.
Bei der lipostatischen Theorie (Kennedy, 1953) spielt das Hormon Leptin eine wesentliche Rolle, das im Fettgewebe produziert wird. Je besser die Fettzellen gefüllt sind, desto mehr Leptin befindet sich im Blut. Es gilt als Langzeitregulator für Hungergefühle, der vor allem die Abstände zwischen den Mahlzeiten beeinflusst. Es wird in der Fachliteratur auch als Adipositas-Signal bezeichnet. Lange Zeit wurde angenommen, dass Adipositas durch einen Leptinmangel verursacht werde, weil ein solcher genetischer Defekt im Tierversuch Mäuse zum permanenten Überfressen veranlasste, doch diese These ist mittlerweile widerlegt. Tatsächlich befindet sich bei Übergewichtigen sehr viel Leptin im Blut, ohne dass diese hohe Konzentration eine hungerdämpfende Wirkung hätte. Nach dem aktuellen Forschungsstand wird davon ausgegangen, dass ein Leptinmangel zwar zu verstärkten Hungergefühlen führt, um den Körper vor einer Mangelversorgung zu schützen, dass ein Leptinüberschuss aber keinerlei gegenteilige Auswirkungen hat. Leptingaben an Adipöse führten bei Studien zu keiner signifikanten Gewichtsabnahme.
In den letzten Jahren wurden mehrere Hormone entdeckt, die für die Sättigung eine Rolle spielen. Eines davon ist Cholezystokinin, das im Darm gebildet wird und vor allem die Entleerung der Gallenblase fördert und die Bildung von Enzymen durch die Bauchspeicheldrüse. Aber auch im Hypothalamus befinden sich Rezeptoren für dieses Hormon, das dort die Freisetzung von Serotonin anregt. Auch ein Enzym namens mTOR soll im Zusammenspiel mit der Aminosäure Leucin an der Entstehung von Hungergefühlen beteiligt sein. Bei Ratten führte eine hohe mTOR-Konzentration im Gehirn zu rapide sinkender Nahrungsaufnahme, ein Mangel zum Dauerfressen.
Im Jahr 2005 wurde die appetithemmende und sättigungsfördernde Wirkung des Hormons Oxyntomodulin, das im Dünndarm bei der Verdauung gebildet wird, in einer kontrollierten Studie nachgewiesen. Den Teilnehmern wurde das Hormon 30 Minuten vor der Nahrungsaufnahme injiziert. Das Ergebnis wurde 2006 bei einer weiteren Studie bestätigt. Im Schnitt nahmen die Probanden 17 Prozent weniger Energie aus Lebensmitteln (siehe: physiologischer Brennwert) auf.
Nach einer amerikanischen Studie führt eine eiweißreiche Ernährungsweise (30 % der Nahrungsenergie aus Proteinen, 50 % Kohlenhydrate, 20 % Fett) zu einem stärkeren und länger anhaltenden Sättigungseffekt als eine Kost mit dem von den meisten Ernährungswissenschaftlern empfohlenen Eiweißanteil von maximal 15 Prozent. Die Sättigung wurde trotz allmählich sinkender Leptinausschüttung und steigender Ghrelinspiegel erreicht, wobei Ghrelin als wichtiger Auslöser von Hungergefühlen gilt. Umstritten ist, ob ein erhöhter Eiweißanteil wie bei Low-Carb-Diäten gesundheitliche Risiken mit sich bringt.

### Psychische Einflüsse
Die Forschung ist nach wie vor nicht abgeschlossen, mögliche psychische Einflüsse werden in den meisten Studien nicht berücksichtigt, da es kaum interdisziplinäre Projekte gibt. Diese Lücke versucht die Ernährungspsychologie zu schließen. So erwiesen sich einige Substanzen, die in Tierversuchen Hungergefühle unterdrückten, bei Studien mit Testpersonen als nahezu unwirksam. Eine Erklärung dafür ist, dass bei Mäusen oder Ratten das Essverhalten kaum durch die Psyche beeinflusst wird.
Beim Menschen dagegen scheinen neben physiologischen auch psychologische Faktoren eine wichtige Rolle bei der Vermittlung des Sättigungsgefühls zu spielen. So haben Forscher der Cornell-Universität in Ithaca (USA) 2005 entdeckt, dass optische Eindrücke das Sättigungsgefühl sogar stärker bestimmen als die tatsächliche Magenfüllung: Eine Person isst in der Regel – unabhängig von der tatsächlich aufgenommenen Nahrungsenergie und der Portionsgröße – solange, bis sich der Teller sichtbar leert. Dabei fühlt sie sich nach größeren Portionen weder übermäßig gesättigt, noch ist ihr die höhere Kalorienaufnahme bewusst.
Ernährungspsychologen haben auch herausgefunden, dass das Nahrungsangebot, der Appetit und die Schmackhaftigkeit von Speisen die Essmenge stark beeinflussen und zum Ignorieren von Sättigungssignalen führen können. Ein gut bestücktes Buffet mit einer großen Auswahl an Speisen verführt generell durch den äußeren Anreiz zu übermäßigem Essen. Erhöhte Nahrungsaufnahme durch Wohlgeschmack konnte sogar im Tierversuch bei Ratten beobachtet werden, die von einer sogenannten „Cafeteria-Diät“ mit viel Zucker und Fett wesentlich mehr fraßen als üblich und notwendig. Außerdem wird das Essverhalten in Gesellschaft durch das der Tischnachbarn beeinflusst. Bei Versuchen aßen Testpersonen neben „guten Essern“ bis zu 25 Prozent mehr als sonst.

### Störungen des Sättigungsmechanismus
Sowohl bei Adipositas als auch bei Essstörungen wie Bulimie und Binge Eating (Heißhungerattacken) funktioniert der Regulationsmechanismus aus Appetit, Hunger und Sättigung nicht oder nur unzureichend. Die Ursachen für diese Störung sind noch nicht vollständig erforscht, wobei auch hier wiederum mehrere Faktoren eine Rolle spielen können. Erwiesen ist, dass bei einem durch häufige große Portionen vergrößerten Magen die Mechanorezeptoren später reagieren, da es länger dauert, bis die Magenwand gedehnt wird. Bei hastigen Essern ist die Mahlzeit mitunter schon beendet, ehe erste Sättigungssignale vom Gehirn gesendet werden können.
Es ist unklar, ob bei Adipösen gar keine klaren Sättigungsreize mehr entstehen oder ob sie diese nicht wahrnehmen. Einige Forscher gehen davon aus, dass wiederholte Diäten den Stoffwechsel durcheinanderbringen und damit auch das Regulationssystem für Hunger und Sättigung. Der Körper gibt keine Signale mehr, eine Mahlzeit zu beenden, da er davon ausgeht, er müsse Reserven für künftige Hungerperioden (Diät) anlegen. Die Theorie, dass es sich bei „Esssucht“ tatsächlich um eine Sucht handelt, ist umstritten, da einige Voraussetzungen für diese Definition nicht erfüllt sind. Energiereiche Nahrungsmittel lösen jedoch unter anderem die Ausschüttung des Hormons Dopamin aus, was auch bei Rauschmittelkonsum der Fall ist. Auch eine emotionale Essstörung kann zu einer Störung von Appetit, Hunger und Sättigung führen. Hierbei handelt es sich um tieferliegende Gefühle wie zum Beispiel Trauer, Angst, Anspannung oder Wut, die das Hunger-Sättigungs-System aus dem Gleichgewicht bringen.
Bei Heißhungeranfällen, die sowohl bei einem Teil der Übergewichtigen als auch bei Bulimie und Binge Eating regelmäßig vorkommen, geht die Kontrolle über die Nahrungsaufnahme völlig verloren. Sie wird erst beendet, wenn alle vorhandenen Lebensmittel verzehrt sind oder ein Brechreiz einsetzt. Es gibt mehrere Theorien, wodurch diese Essanfälle ausgelöst werden. Ernährungspsychologen sehen in sogenanntem restriktivem bzw. gezügelten Essverhalten einen starken Risikofaktor. Damit sind sowohl regelmäßiges Diäthalten als auch eine dauernde Disziplinierung beim Essen gemeint. Gezügelte Esser beenden eine Mahlzeit in der Regel „kopfgesteuert“ bereits vor dem Einsetzen der Sättigung, um ihr Gewicht zu halten und vermeiden „ungesunde“ Nahrungsmittel. Die Ernährung ist dadurch oft permanent unterkalorisch. Psychologen gehen davon aus, dass der Körper sich gegen dieses restriktive Essverhalten mit periodischem Heißhunger wehrt, sobald bei Stress oder einem bestimmten Anlass die Willenskontrolle schwächer wird. Dieser Heißhunger wird auch häufig nach Diäten beobachtet, sodass eine Gewichtsabnahme durch den sogenannten Jo-Jo-Effekt meistens mehr als ausgeglichen wird.
Bei Menschen mit dem Prader-Willi-Syndrom führt dieses zu einem übermäßigen, zwanghaften Hungergefühl, das körperliche Ursachen hat und nicht bewusst regulierbar ist.

## Sättigungseffekt von Lebensmitteln
Forscher kamen zu dem Ergebnis, das Lebensmittel einen sehr unterschiedlichen Sättigungseffekt haben.
In einer Studie von Holt, Miller, Petocz und Farmakalidis aus dem Jahr 1995 wurden Testpersonen 38 verschiedene Lebensmittel jeweils in einer Portion mit 240 kcal serviert. Die jeweilige Portion der verschiedenen Lebensmittel war isokalorisch (also jeweils mit derselben Kalorienzahl), das Volumen und das Gewicht der jeweiligen Portion war daher sehr unterschiedlich. Es zeigt sich, das Lebensmittel die viel Eiweiß, Ballaststoffe oder Wassergehalt enthielten bei gleichem Kaloriewert viel sättigender waren als andere. Umgekehrt waren Lebensmittel mit viel Fett bei gleichem Kaloriewert unterdurchschnittlich sättigend. Am sättigendsten waren laut der Studie gekochte Kartoffeln, am wenigsten sättigend Croissants.
| Nahrungsmittel                   | Sättigungswert bei gleichem Kaloriewert |
| -------------------------------- | --------------------------------------- |
| Vollkorn-Frühstücksflocken       | 151                                     |
| Porridge (Getreidebrei)          | 209                                     |
| Müsli                            | 100                                     |
| Cornflakes                       | 118                                     |
| Weißbrot                         | 100                                     |
| Weiße Pasta                      | 119                                     |
| Vollkorn Pasta                   | 188                                     |
| Roggenbrot (47 % Roggen)         | 154                                     |
| Vollkorn Reis                    | 132                                     |
| Pommes frites                    | 116                                     |
| Weißer Reis                      | 138                                     |
| Vollkornbrot                     | 157                                     |
| Gekochte Kartoffeln              | 323                                     |
| Eier                             | 150                                     |
| Käse                             | 146                                     |
| Rindfleisch                      | 176                                     |
| Linsen mit Tomatensoße           | 133                                     |
| Speisefisch                      | 225                                     |
| Gebackene Bohnen mit Tomatensoße | 168                                     |
| Äpfel                            | 197                                     |
| Orangen                          | 202                                     |
| Bananen                          | 118                                     |
| Trauben                          | 162                                     |
| Erdnüsse                         | 84                                      |
| Popcorn                          | 154                                     |
| Kartoffelchips                   | 91                                      |
| Eiscreme                         | 96                                      |
| Fettarmer Erdbeerjoghurt         | 88                                      |
| Mars (Schokoriegel)              | 70                                      |
| Donuts                           | 68                                      |
| Croissants                       | 47                                      |
| Kuchen                           | 65                                      |
| Cracker (Gebäck)                 | 127                                     |
| Cookies                          | 120                                     |

Die Forscher warnten zudem, dass Gerichte des Typs Westliche Ernährung durch den geringen Gehalt an Ballaststoffen und Wasser viel weniger sättigend sind als traditionelle Gerichte.
Weiterhin wurde erforscht, dass bei der Fermentation von Ballaststoffen durch Darmbakterien Kurzkettige Fettsäuren entstehen. Diese sind unter anderem appetitregulierend. Ballaststoffreichere Ernährungsweisen sind mit erhöhten Spiegel der appetitsenkenden Hormone Peptid YY und Glucagon-like Peptide 1 (GLP-1) assoziiert. Die Westliche Ernährung ist aber nicht nur arm an Ballaststoffen, sondern auch sehr fettreich. Eine sehr fettreiche Ernährung führte im Tierversuch an Mäusen dazu, dass die GLP-1 produzierenden L-Zellen beeinträchtigt wurden und weniger GLP-1 freisetzten. Auf diese Art wird es zusätzlich schwerer ein Sättigungsgefühl zu empfinden.
Ein übermäßiger Konsum von Fructose führt zu einer Leptinresistenz. Die Signalübertragung des Sättigungsgefühls funktioniert dann nicht mehr und das Sättigungsgefühl bleibt aus. Zudem beeinflusst Fructose die Stoffwechseltätigkeit und begünstigt auch dadurch die Anreicherung von Körperfett bis hin zu Fettleibigkeit. Problematisch ist aber nicht die Fructose aus Obst und Gemüse, sondern die Fructose aus Haushaltszucker, der oft in Kuchen, Süßwaren, Fertiglebensmitteln etc. in großen Mengen enthalten ist.
Die World Health Organization (WHO) warnt, dass gezuckerte Getränke viele Kalorien enthalten, aber weniger zur Sättigung beitragen als Feste Nahrung mit gleicher Kalorienmenge. Sie verweist darauf, dass die Forschung einen Zusammenhang zwischen dem Konsum von gezuckerten Getränken und ungesundem Übergewicht von Kindern hergestellt hat.
Eine Studie aus 2022 zeigt, dass Mahlzeiten die reich an Fett und Zucker sind das Dopamin-Belohnungssystem im Gehirn aktivieren. Die Studienteilnehmer die täglich einen Snack mit viel Zucker und Fett erhielten, zeigten ein erhöhtes Interesse für Lebensmittel mit ähnlichem Muster während das Interesse an Lebensmitteln mit niedrigem Zucker und Fettgehalt nachließ. Hirnscans zeigten eine erhöhte Aktivität in Hirnregionen die für adaptives Lernen zuständig sind. In der Kontrollgruppe war dies nicht zu beobachten. Die Forscher gehen davon aus, dass dies ein Mechanismus ist, weswegen die Westliche Ernährung zu Übergewicht führen kann.

## Sättigungsmittel
Zur Gewichtsverringerung wird in der Diätetik eine Ernährungsumstellung empfohlen. Bei der Behandlung von Adipositas werden ggf. auch medikamentöse oder operative Maßnahmen in Betracht gezogen, um die Nahrungsaufnahme der Betroffenen zu begrenzen.

### Ballaststoffe als Nahrungsergänzungsmittel
Einen moderaten Effekt haben Ballaststoffe mit hohem Wasserbindungsvermögen wie Glucomannane (Konjak) oder Flohsamenschalen, die allerdings nur die Druckrezeptoren der Magenschleimhaut, nicht dagegen deren Chemorezeptoren beeinflussen, so dass ihre Wirkung mit der Magenentleerung wieder vergeht. Einige Präparate (meist Medizinprodukte in Kapselform) sollen ähnlich wirken, doch ist der Effekt hier individuell dosisabhängig und bei stark Übergewichtigen, die kaum aufgrund von Hungergefühlen essen, nur begrenzt wahrnehmbar. Während viele derartige Präparate weiterhin frei verkäuflich sind, wurden einige inzwischen der Verschreibungspflicht unterworfen, nachdem es infolge ihres Gebrauchs zu Darmverschlüssen gekommen war.

### Medikamente
Daneben gibt es auf dem Markt unterschiedliche Appetitzügler, die entweder das Hungerzentrum oder das Sättigungszentrum im Hypothalamus beeinflussen. Erreicht wird dies meistens durch die Anregung der Produktion von Noradrenalin, Dopamin und Serotonin im Gehirn. Auch eine Aktivierung des Serotonin-Rezeptorsubtyps 2C (5-HT2C) wird als ein Mechanismus der anorektischen Wirkung klassischer Appetitzügler diskutiert. Auch eine Hemmung des Cannabinoid-Rezeptors CB1 führt zu einer signifikanten Appetithemmung. Studien haben gezeigt, dass die Wirkung dieser Mittel auf das Gehirn nach einigen Wochen deutlich nachlässt. In den 1960er Jahren wurden vor allem Amphetaminderivate als Appetitzügler eingesetzt, die auf das Zentralnervensystem wirken. Die meisten dieser Präparate sind nicht mehr zugelassen, da die längere Einnahme zur Abhängigkeit führt und schwere Nebenwirkungen auslösen kann. Die meisten Medikamente dieser Art sind in Europa und USA nicht mehr verkehrsfähig und nur noch über das Internet zu beziehen.

### Operation
In extremen Fällen wird ein Magenband oder ein Ballon in den Magen eingesetzt, um diesen wieder künstlich zu verkleinern. Dadurch wird die Portionsgröße pro Mahlzeit durch Völlegefühl und mechanische Sättigungsreize stark begrenzt.

## Sättigungsbeilagen
Als „Sättigungbeilagen“ werden in der Gastronomie kohlenhydratreiche Lebensmittel wie Teigwaren, Kartoffeln, Klöße u. dgl. bezeichnet, die bei einer Mahlzeit vor allem Energie und Ballaststoffe liefern sollen, um so zur Sättigung beizutragen. Gleiches gilt für die verschiedenen meist stark gesüßten Desserts, die zum Abschluss eines mehrgängigen Menüs umgangssprachlich „den Magen schließen“, das heißt das insulininduzierte Sättigungsgefühl anstoßen sollen.